# José Iranzo Almonacid
José Iranzo Almonacid, Anzo (Utiel, Plana d'Utiel, 1931 - València, març de 2006) va ser un pintor valencià, precursor del pop art a Espanya. Va estudiar a l'Escola d'Arts i Oficis de València. Va continuar els seus estudis d'arquitectura a l'Escola Superior de Barcelona. Fou membre del grup Arte Actual i membre fundador del grup "Estampa Popular" de València, creat el 1964. També va participar en la revista Suma y sigue
L'any 1961 és seleccionat per al concursos de pintura 'Otoño' i 'Senyera' de València. Aquest any realitza una exposició col·lectiva a la galeria Martínez Medina de València amb altres artistes valencians més, com Manolo Valdés o Ramón Castañer. En desembre de 1963 va exposar a la Galeria Martínez Medina de València. Participa a València al VI Salón de Marzo, organitzat per l'assemblea permanent d'artistas del mediterráneo. L'octubre de 1965 va realitzar una exposició a l'Ateneu Mercantil de València, per a la qual Vicente Aguilera Cerni va fer la crítica. Va aconseguir diversos reconeixements internacionals durant la dècada de 1960. El 2012 es va dur a terme la restauració d'obres seues per part de l'IVACOR (Institut Valencià de Conservació i Restauració).
Es conserva obra d'Anzo al Museu d'Art Contemporani de Vilafamés, al Museu de Dibuix Julio Gavín de Sabiñánigo i al Museu de Belles Arts Gravina d'Alacant entre d'altres.
El 2017 es realitza a l'IVAM una exposició seua amb el títol Anzo : aislamiento

## Obres
Algunes de les seues obres són: 
- Estampa Popular, Els altres 75 anys de pintura valenciana, 1976; oli sobre llenç; 114 x 80 cm. 2
- Vida con muñeca, 1965; oli sobre taula; 146 x 114 cm.
- También a ellos les gusta tricotar, 1965; Oli sobre taula; 146 x 114 cm.
- El Beso, 1965; Oli sobre taula; 114 x 146 cm.
- El Santo, 1966; oli sobre llenç; 190 x 45 cm.
- Señoret comprem este ramillet, 1965; Oli sobre taula; 114 x 146 cm.
- Aislamiento 44, 1968; oli sobre llenç; 87 x 67 cm.
- Aislamiento 77, 1971; taula i metacrilat; 100 x 100 cm.
- Aislamiento 30, 1968; taula i metacrilat; 96 x 91 cm.
- Aislamiento 86, 1971; acer o alumini i metacrilat; 87 x 86 cm.